# Monument of Death
Monument of Death è il primo album in studio del gruppo musicale death metal norvegese Blood Red Throne, pubblicato dall'etichetta discografica Hammerheart Records nel 2001.

## Tracce
1. Portrait of a Killer (Testimony of the Dying) – 5:33
2. Souls of Damnation – 3:41
3. The Children Shall Endure – 3:19
4. Dream Controlled Murder – 4:25
5. Mary Whispers of Death – 4:53
6. Ravenous War Machine – 5:56
7. Malignant Nothingness – 3:33
8. Monument of Death – 3:08
9. Path of Flesh – 4:24

## Formazione
- Flemming Gluch – voce
- Freddy Bolsø – batteria
- Tchort – chitarra
- Daniel Olaisen – chitarra
- Erlend Caspersen – basso